# Оберштаммфюрер
Обершта́ммфюрер (нем. Oberstammführer) — звание в Гитлерюгенде, соответствующее званию подполковника в армиях США и Британии (шестнадцатое в порядке возрастания). Находится между званиями Штаммфюрер и Баннфюрер.
- Пример погона оберштаммфюрера